# ماتیا پیراس
ماتیا پیراس (انگلیسی: Mattia Piras؛ زادهٔ ۲۱ ژوئیهٔ ۱۹۹۴) بازیکن فوتبال اهل ایتالیا است.
از باشگاه‌هایی که در آن بازی کرده‌است می‌توان به باشگاه فوتبال اسپال اشاره کرد.